# Clénay
Clénay es una comuna francesa situada en el departamento de Côte-d'Or, en la región de Bretaña.

## Demografía
| 228 | 238 | 246 | 379 | 497 | 573 | 904 |
| Para los censos de 1962 a 1999 la población legal corresponde a la población sin duplicidades (Fuente: INSEE [Consultar]) |     |     |     |     |     |     |